# ذهن جادویی است
«ذهن جادویی است» یا «ذهن جادو است» (انگلیسی: Mind Is the Magic) ترانه‌ای است که توسط مایکل جکسون خواننده و ترانه‌سرای آمریکایی اجرا شده‌است که همراه با برایان لورن در سال ۱۹۸۹ برای «نمایش فراتر از باور» زیگفرید و روی در لاس وگاس نوشته شده‌است. این آهنگ به‌عنوان یک تک‌آهنگ در اروپا در ۲۶ فوریه ۲۰۱۰ از آلبوم تلفیقی ذهن جادویی است: برای نمایش لاس وگاس منتشر شد.
«ذهن جادویی است» در ۳ آوریل ۲۰۱۰ به شماره ۸۰ فرانسه رسید. جکسون به زیگفرید و روی اجازه داد تا این آهنگ را در آلبوم آلمانی رؤیاها و توهمات در سال ۱۹۹۵ منتشر کنند. مقدمهٔ این آهنگ بخشی از «دریل» را تشکیل می‌دهد که برای کنسرت‌های این آخرش است جکسون برنامه‌ریزی شده بود.